# Mölle
Mölle ist ein Ort (tätort) in der südschwedischen Provinz Skåne län und der historischen Provinz Schonen. Der Ort in der Gemeinde Höganäs liegt an der Spitze der Halbinsel Kullen rund 30 km nördlich von Helsingborg.
Der Mittelpunkt von Mölle ist der durch eine Pier geschützte Hafen, der von Sportbooten und für Fischereibedarf genutzt wird. Geschäfte, Gaststätten und Hotels umsäumen den Hafen. Mölle grenzt an das Naturschutzgebiet Kullaberg.
Die Lage am Kattegat am Eingang zur Bucht des Skälderviken bewirkte, dass der Ort schon früh touristisch erschlossen wurde. Zusätzlich wurde Mölle bekannt, weil es das erste schwedische Seebad war, in dem gleichzeitig Damen und Herren baden durften, was damals als skandalös aufgefasst wurde.
1907 besuchte Kaiser Wilhelm II. die Halbinsel.

## Einzelnachweise

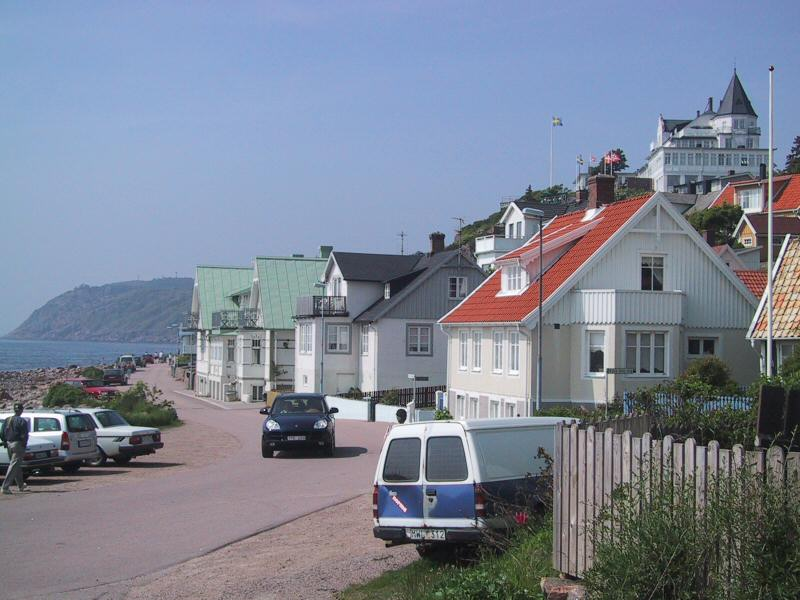
Mölle
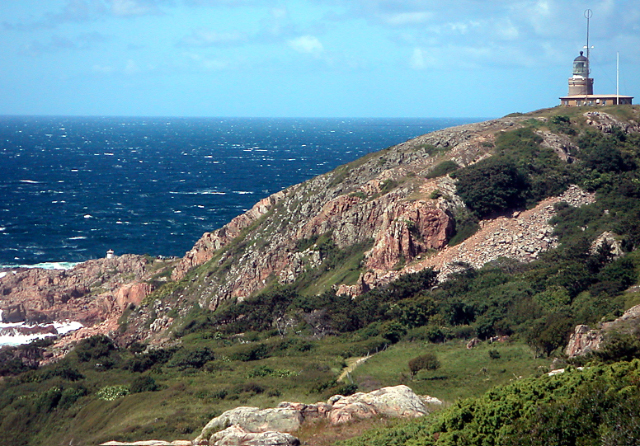
Leuchtturm in Kullaberg